# نيكلاس فورسمو
نيكلاس فورسمو (بالسويدية: Niklas Forsmoo) مواليد 9 أبريل 1983، هو لاعب كرة يد سويدي يلعب كظهير أيمن. يلعب حاليا مع لوجي إتش إف في الدوري السويدي لكرة اليد ويحمل الرقم 8.